# Antoine Marc Augustin Bertoletti
Antoine Marc Augustin Bertoletti, né le 28 août 1775 à Milan et mort le 6 mars 1846 à Vienne, est un général italien de la Révolution et de l’Empire. D'abord au service de la France, il est ensuite lieutenant-général au service de l’empire d'Autriche.

## Biographie
Bertoletti est partisan de la « liberté française », et s'arme, avec un grand nombre de ses compatriotes, pour défendre les Français en Italie. Ayant étudié la théorie militaire, il passe rapidement des grades inférieurs à celui de capitaine, fait avec distinction les campagnes de 1797, 1798 et 1799, et mérite l'honneur d'être nommé chef de bataillon sur le champ de bataille même. Il se trouve en Italie, avec l'avant-garde de l'armée d'Italie, et se fait encore remarquer dans les campagnes suivantes, par sa bravoure, ses talents et son sang-froid. En 1803, il devient colonel ; en 1806, colonel-major de la Garde impériale ; et en 1807, général de brigade. En 1808, employé dans la guerre d'indépendance espagnole, il se signale de nouveau en attaquant Valence et en défendant Tarragone.
Au début de 1813, cette place, dépourvue de tout, était assiégée par le général Murray à la tête de 28 000 Anglais, soutenus par 12 000 Espagnols. Bertoletti la défend avec 1 200 braves, tous décidés à ne pas se rendre. Le général Maurice Mathieu, instruit de la position fâcheuse dans laquelle se trouve cette garnison, entreprend de la libérer. Bien qu'il n'a que 7 000 hommes à sa disposition, il part de Barcelone le 17 juin, et vient attaquer les 40 000 assiégeants, avec tant de fougue, que le général Murray lève le siège avec précipitation et regagne ses vaisseaux en toute hâte, abandonnant tout le matériel de son armée dont 20 pièces de gros calibre et un nombre immense de projectiles. Le général Bertoletti a déployé dans cette occasion, comme il a fait dans toutes les autres, autant de courage que de présence d'esprit. Aussi est-il décoré de divers ordres français et italiens. 
Enfin, en 1814, Bertoletti entre comme général-major au service de l'Autriche.

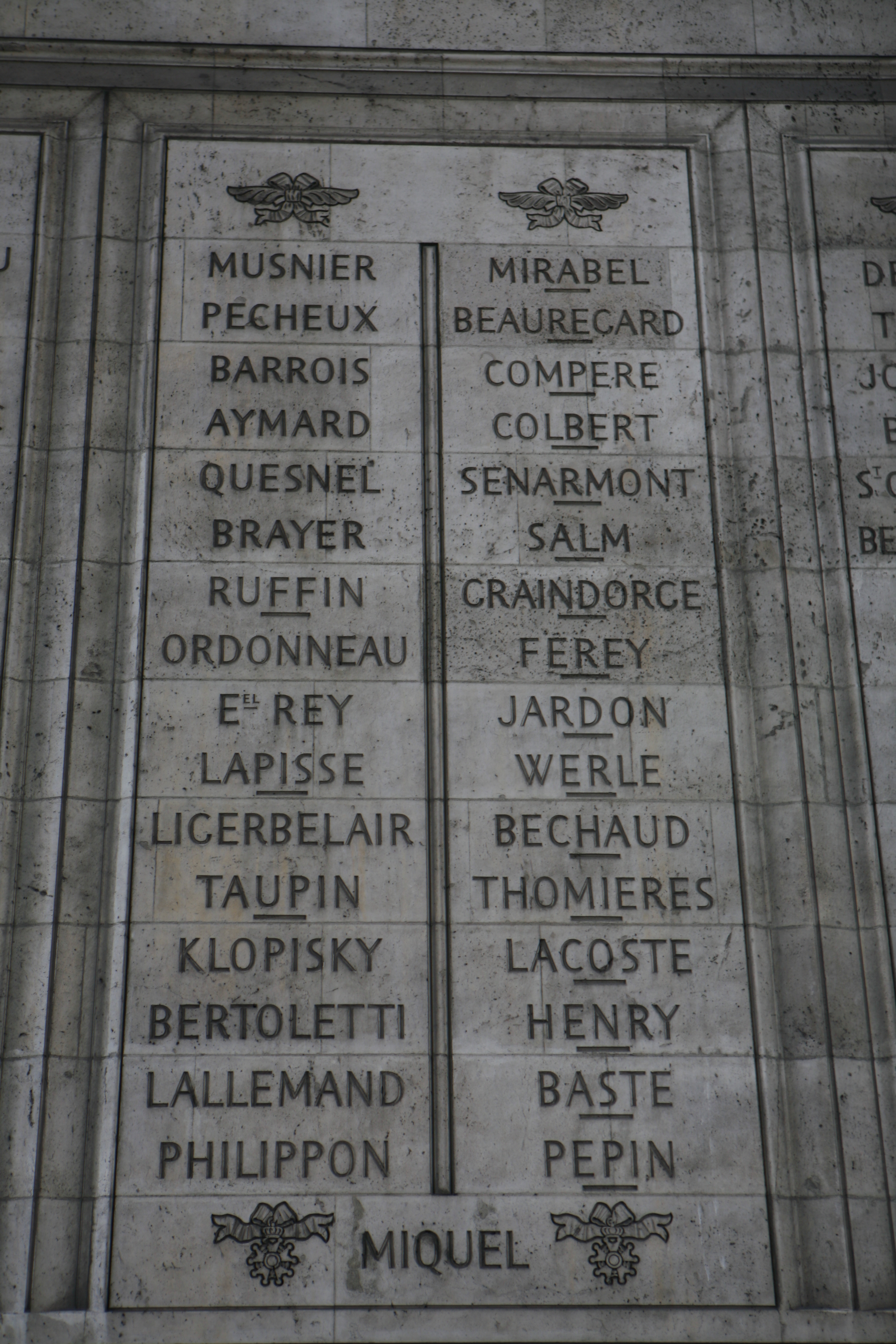
Noms gravés sous l'arc de triomphe de l'Étoile : pilier Ouest, 37e et.

## Distinctions
- Il fait partie des 660 personnalités à avoir son nom gravé sous l'arc de triomphe de l'Étoile. Il apparaît sur la 37e colonne (l’Arc indique BERTOLETTI).

## Armoiries
| Figure | Blasonnement |
|        | Armes du baron Bertoletti et de l'Empire (décret du 15 août 1810, lettres patentes du 30 juillet 1810 (Saint-Claud)) Ecartelé au premier et quatrième d'azur au pont d'une arche soutenu d'une rivière et sommé d'un oiseau, d'argent ; surmonté de trois étoiles en fasce à six rais d'or ; au deuxième des barons tirés de l'armée ; au troisième de gueules plein. Livrées : les couleurs de l'écu. |